# 奥利瓦
奥利瓦（西班牙語：Oliva）是西班牙巴伦西亚自治区巴伦西亚省的一个市镇。总面积60平方公里，总人口21003人（2001年），人口密度350人/平方公里。

## 友好城市
- 法國 锡斯特龙